# Фрітц фон Опель

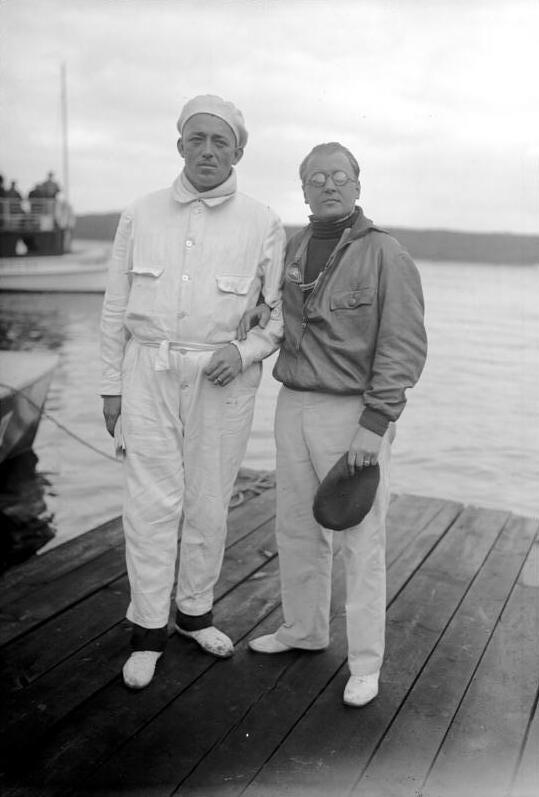
Фрітц фон Опель (праворуч) на гонці моторних човнів на озері Templiner See, червень 1928

Фрітц Опель з 1917 р. — фон Опель, нім. Fritz von Opel; 4 травня 1899 Rüsselsheim (Main) — 8 березня 1971 Samedan, St. Moritz) — промисловець, ракетний піонер та мотогонщик. Прізвисько: «Raketen-Fritz». Онук Адама Опеля, виробника швейних машин і велосипедів, засновника компанії «Опель».
Народився в Рюссельсхаймі і здобув освіту в Технічному університеті Дармштадта. Після закінчення школи був призначений директором тестування на Opel, а також поставлений на чолі реклами. У 1920 році зацікавився використанням ракет в рекламних трюках для компанії і звернувся за консультацією до Макса Вальє в Товариство міжпланетних сполучень (Verein für Raumschiffahrt, VFR) і Фрідриха Цандера, виробника піротехніки з Бремерхафена.
15 березня 1928 фон Опель випробував свого автомобіля з ракетним двигуном і досяг максимальної швидкості 75 км/год. Менш ніж через два місяці, він досяг швидкості 230 км/год.
У 1928-29 Валье, разом з Вальє працював над рядом ракетних автомобілів і літаків. Для фон Опеля це було способом розрекламувати компанію Опель, а для Валье — спосіб привернути в суспільстві увагу до ракетної техніки.
Пізніше в тому ж році він купив планер «Ente» (від нім. качка) і додав до нього ракетних двигунів, створюючи 11 червня перший реактивний літак в світі. Літак вибухнув на свій другий випробувальний політ. На наступному літаку Опель літав у Франкфурті-на-Майні 30 вересня 1929 року. У той же час інша аварія забрала RAK.3 з ракетним двигуном, який досяг швидкості 254 км/год.
Крім того, в 1928 році, Opel побудував і провів тестування мотоцикла з ракетним двигуном.
Опель покинув компанію Opel і Німеччину після 1929 року.
30 вересня 1929 на аеродромі в Липецьку в СРСР, де знаходилася секретна школа для підготовки німецьких пілотів, Фрітц фон Опель на планері з ракетним двигуном пролетів понад 1800 метрів, розвинувши швидкість 160 км/год.
25 квітня 1940 Фріц фон Опель був знятий з італійського лайнера британською владою в Гібралтарі. Після затримання в Гібралтарі протягом 16 днів, йому було дозволено відправитись до США.
Був одружений з Емітою Ерран Отозагою (1913—1967) від 1947 року. Батько пілота Формули-1 Ріккі фон Опеля.
Помер в Швейцарії.